# Tilichosee
Der Tilichosee (Aussprache: Tilitscho) liegt auf einer Höhe von 4919 m in der Annapurna-Region in Zentral-Nepal.
Er ist ca. 3,8 km lang und 1,6 km breit. Er liegt 1110 m höher als der höchstgelegene schiffbare See, der Titicaca-See und wird mitunter als höchstgelegener See der Erde bezeichnet; tatsächlich aber gibt es noch einige, auch größere Seen in höheren Lagen (z. B. der Kratersee des Licancabur auf 5900 m).
Im Südwesten des Sees liegt die Grande Barriere mit dem Tilicho Peak (7134 m) als höchstem Gipfel. Der Tilicho Lake ist vom Annapurna Circuit entweder von Jomsom aus über den Mesokantu La (5100 m) oder von Manang durch das Khangsar-Tal zu erreichen.
Der Weg über den Mesokantu La führt durch das gesperrte militärische Übungsgebiet bei Kaisang. Ein weiterer Weg führt über einen Pass weiter nördlich, der „Mesokantu North“ oder „Tilicho Tourist La“ genannt wird. Dieser Weg führt nördlich am Sperrgebiet vorbei.
Der Tilichosee beginnt im November zuzufrieren. Ende Dezember ist er dann meist ganz vereist und taut erst wieder im April auf.
Der Wegabschnitt von Manang durch das Khangsar-Tal ist an einigen Stellen ausgesetzt und kann bei Eislage und Steinschlag durchaus unangenehm werden, sodass er eher schwindelfreien und trittsicheren Trekkern vorbehalten bleiben sollte. Auch die Höhenkrankheit kann für schlecht akklimatisierte Trekker zum Problem werden. Objektiv ist der Mesokantu La schwieriger als der nahegelegene Thorong La, obwohl er niedriger ist.